# Llista de caps choctaw

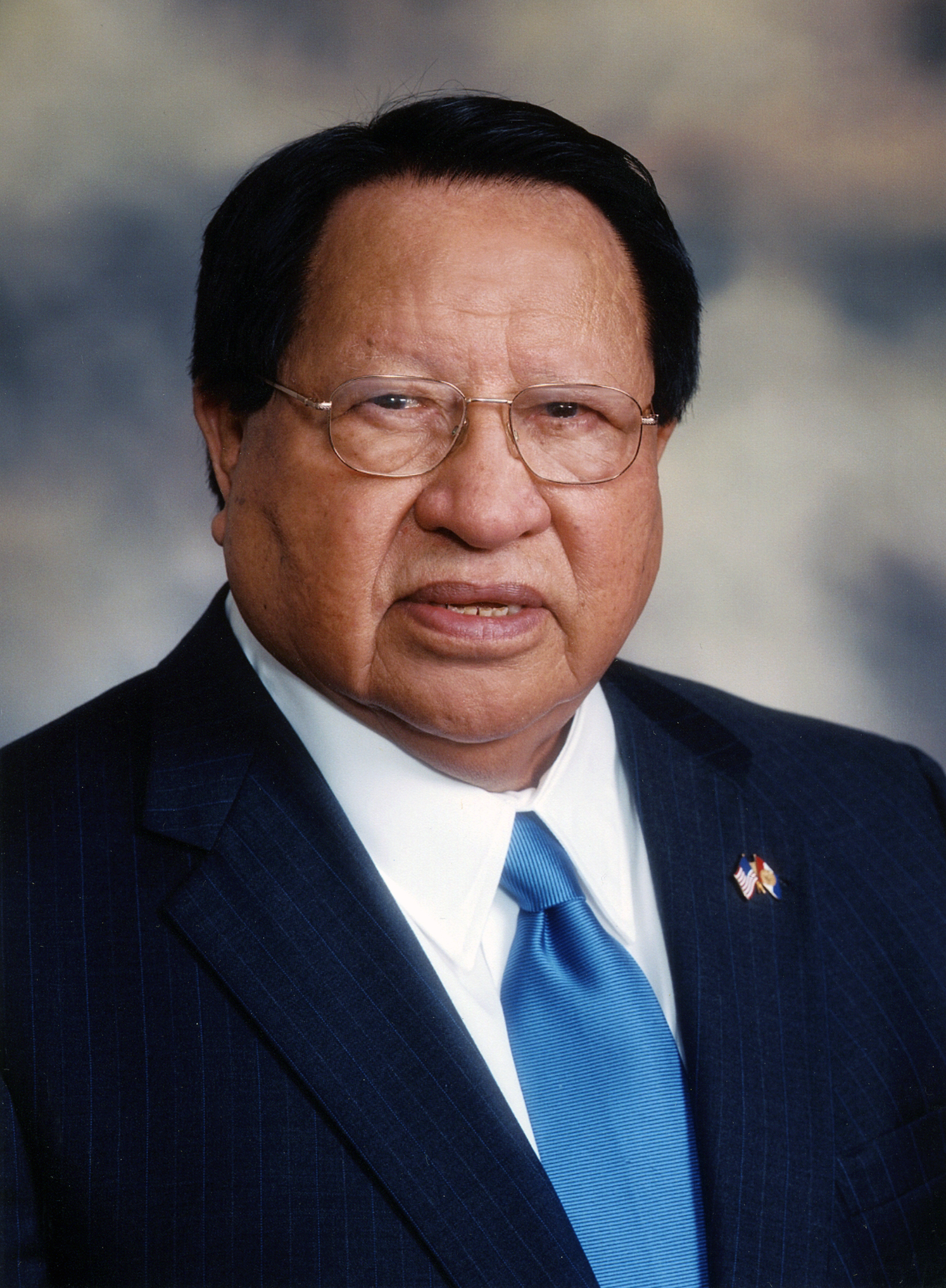
Phillip Martin (1926–2010), Principal cap de la Banda Mississippi d'indis choctaw

La llista de caps choctaw és un registre dels líders polítics que serviren als choctaws a Alabama, Louisiana, Mississipi, i Oklahoma.

## Tres divisions originals

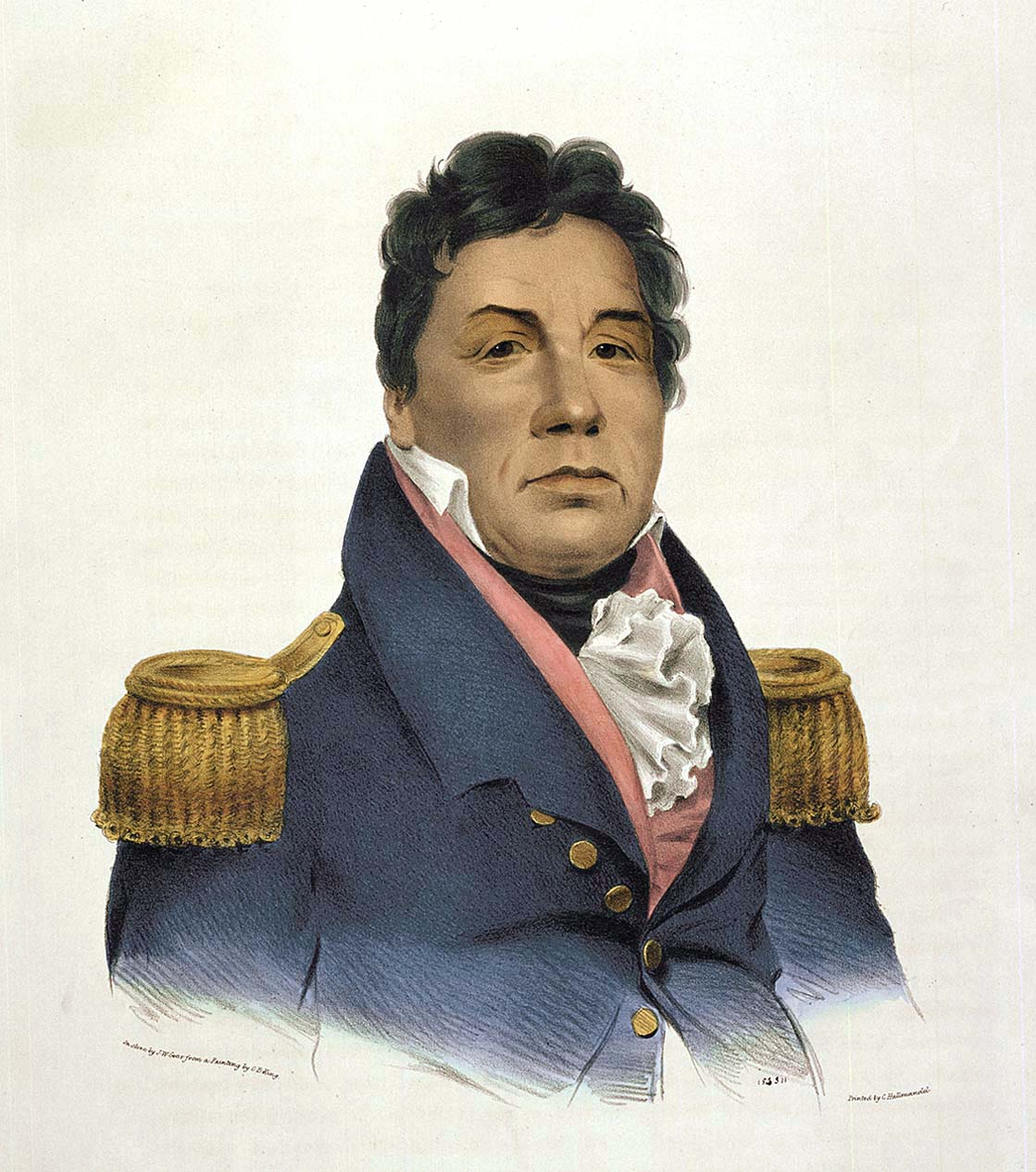
Pushmataha

La Nació Choctaw oriental, en les actuals Mississipi i Alabama, era dividida en tres regions: Okla Hannali, Okla Falaya, i Okla Tannip.

### Okla Hannali (Sis Viles)
- Pushmataha
- Oklahoma o Tapenahomma (nebot de Pushmataha)
- General Hummingbird
- Sam Garland

### Okla Falaya
- Apukshunnubbee
- Robert Cole
- Greenwood Leflore

### Okla Tannip
- Homastubbee
- Mushulatubbee
- David Folsom

## Caps de districte al Nou Territori Indi
Després del trasllat, els choctaws organitzaren el seu govern dividint també el territori en tres regions: Apukshunnubbee, Mushulatubbee, i Pushmataha. Les regions van rebre el nom dels ters caps més influents choctaws a l'"antic país."

### Districte Moshulatubbee

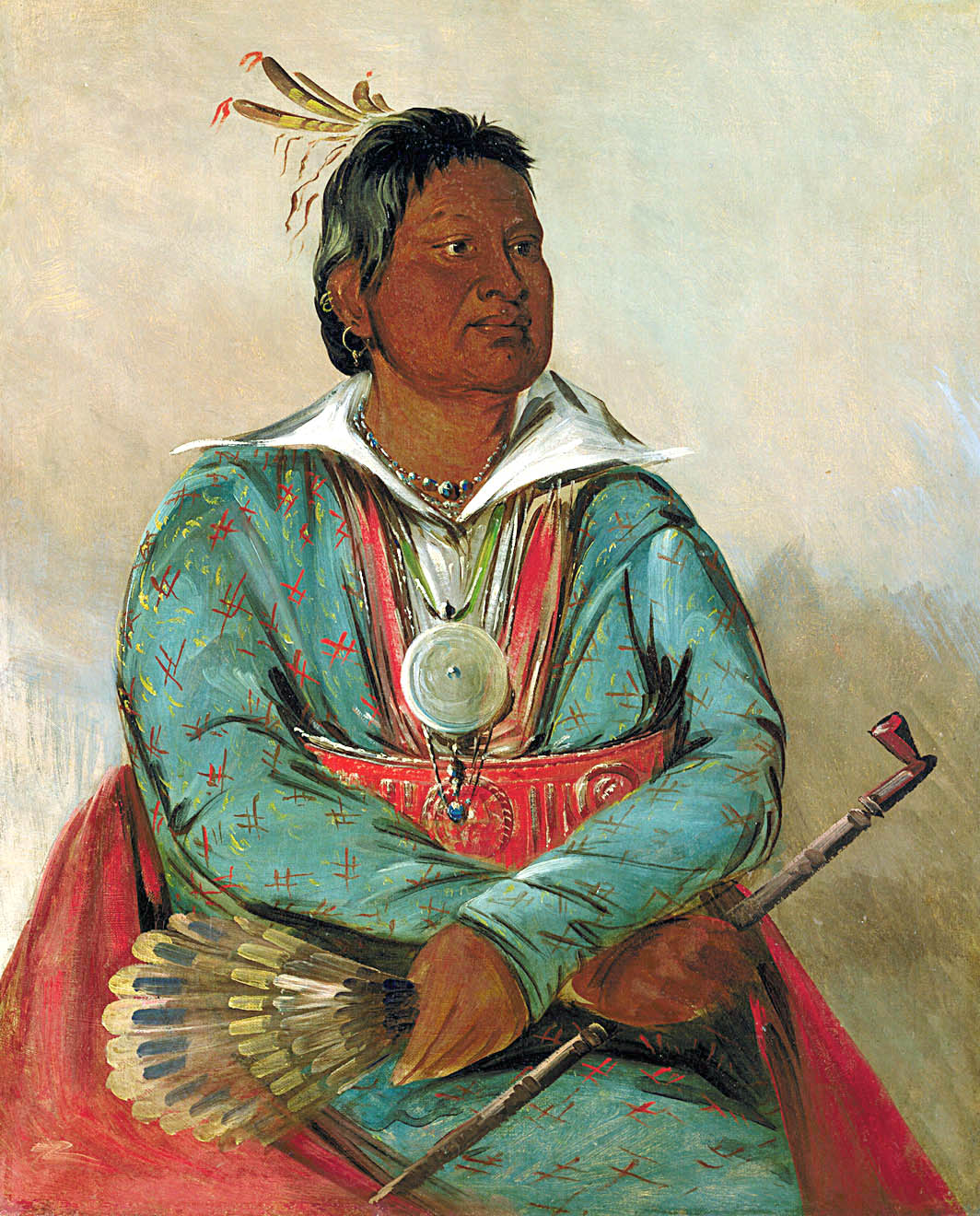
Moshulatubbee (1770–ca. 1836)

- Mushulatubbee, 1834–1836
- Joseph Kincaid, 1836–1838
- John McKinney, 1838–1842
- Nathaniel Folsom, 1842–1846
- Peter Folsom, 1846–1850
- Cornelius McCurtain, 1850–1854
- David McCoy, 1854–1857

### Districte Apukshunnubbee
- Thomas LeFlore, 1834-1838
- James Fletcher, 1838-1842
- Thomas LeFlore, 1842-1850
- George W. Harkins, 1850–1857

### Districte Pushmataha
- Nitakechi, 1834-1838
- Pierre Juzan, 1838-1841
- Isaac Folsom, 1841-1846
- Nitakechi, Died
- Salas Fisher, 1846-1854
- George Folsom, 1850-1854
- Nicholas Cochnauer, 1854-1857

### Lideratge unificat com a governador
- Alfred Wade, 1857-1858
- Tandy Walker, 1858-1859
- Brazil LeFlore, 1859-1860

### Caps provisionals
- George Hudson, 1860-1862
- Samuel Garland, 1862-1864
- Peter Pitchlynn, 1864-1866
- Allen Wright, 1866-1870
- William Bryant, 1870-1874
- Coleman Cole, 1874-1878
- Isaac Garvin, 1878-1880
- Jack McCurtain, 1880-1884
- Edmund McCurtain, 1884-1886
- Thompson McKinney, 1886-1888
- Ben Smallwood, 1888-1890
- Wilson Jones, 1890-1894
- Jefferson Gardner, 1894-1896
- Green McCurtain, 1896-1900
- Gilbert Dukes, 1900-1902

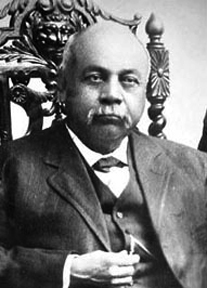
Green McCurtain (1848–1910)

La Nació Choctaw fou interrompuda temporalment en 1906 amb la proclamació de l'estat d'Oklahoma.

## Govern "pres" de la Nació Choctaw
Després de la dissolució de la Nació Choctaw d'Oklahoma els caps foren nomenats pel president dels Estats Units
- Green McCurtain, 1902-1910, nomenat pel President
- Victor Locke, Jr., 1910-1918, nomenat pel President Howard Taft
- William F. Sample, 1918-1922, nomenat pel President Woodrow Wilson
- William H. Harrison, 1922-1929, nomenat pel President Warren G.Harding
- Ben Dwight, 1930-1936, nomenat pel President Herbert Hoover
- William Durant, 1937-1948, nomenat pel President Franklin Delano Roosevelt
- Harry J.W. Belvin, 1948-1975, nomenat pel President Harry S. Truman

## Tribus actuals
La política de terminació índia fou una política que el Congrés dels Estats Units va legislar el 1953 per assimilar les comunitats d'amerindiss amb la societat americana. El 1959 es va aprovar la Llei de Terminació dels Choctaw. Encara que derogada pel g overn federal, la Nació Choctaw d'Oklahoma hauria d'haver estat terminada efectivament com a nació sobirana el 25 d'agost de 1970.
En 1945 les terres del comtat de Neshoba (Mississipi) i dels comtats circumdants es van reservar com a reserva índia federal. Hi ha vuit comunitats de terres de la reserva: Bogue Chitto, Bogue Homa, Conehatta, Crystal Ridge, Pearl River, Red Water, Tucker i Standing Pine. La Indian Reorganization Act of 1934 va permetre als choctaws de Mississipi reorganitzar-se el 20 d'abril de 1945 com a Banda Mississippi d'indis choctaw.

### Nació Choctaw d'Oklahoma

Bandera de la Nació Choctaw

- Harry J.W. Belvin, 1971–1975
- C. David Gardner, 1975–1978
- Hollis E. Roberts, 1978–1997
- Gregory E. Pyle, 1997–2014
- Gary Batton, 2014-Present

### Banda Mississippi d'indis choctaw

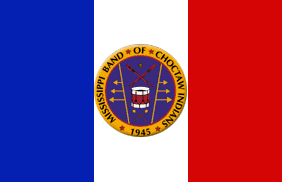
Bandera de la Banda Mississippí

- Joe Chitto
- Emmette York
- Calvin Isaac
- Phillip Martin, 1978—2007
- Beasley Denson, 2007—2011
- Phyliss J. Anderson, 2011—present[2]

### Banda Jena d'indis choctaw

Segell de la Banda Jena

- Christina M. Norris, present[3]